# Pałac w Gruszowie
Pałac w Gruszowie – zabytkowy pałac w Gruszowie – wsi w Polsce, w województwie dolnośląskim, w powiecie świdnickim, w gminie Marcinowice.

## Historia
Obiekt wybudowany w 1830 posiadający od frontu portyk czterokolumnowy, który wieńczy balkon z kamienną balustradą, jest częścią zespołu pałacowego, w skład którego wchodzi jeszcze park krajobrazowy.

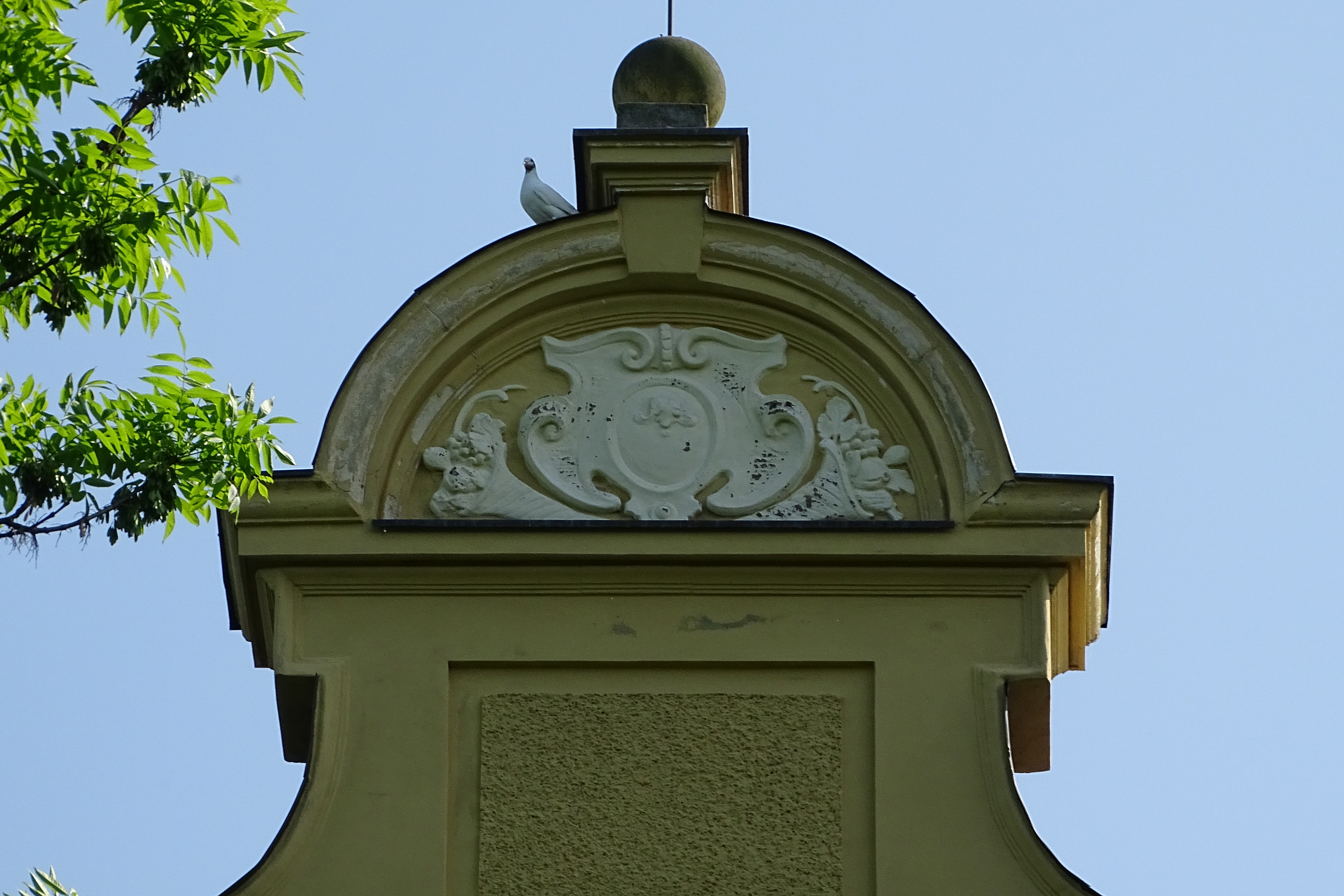
Szczyt pałacu